# Glyptotendipes philippinarum
Glyptotendipes philippinarum är en tvåvingeart som först beskrevs av Jean-Jacques Kieffer 1921.  Glyptotendipes philippinarum ingår i släktet Glyptotendipes och familjen fjädermyggor.
Artens utbredningsområde är Filippinerna. Inga underarter finns listade i Catalogue of Life.